# Josef Lorenzl

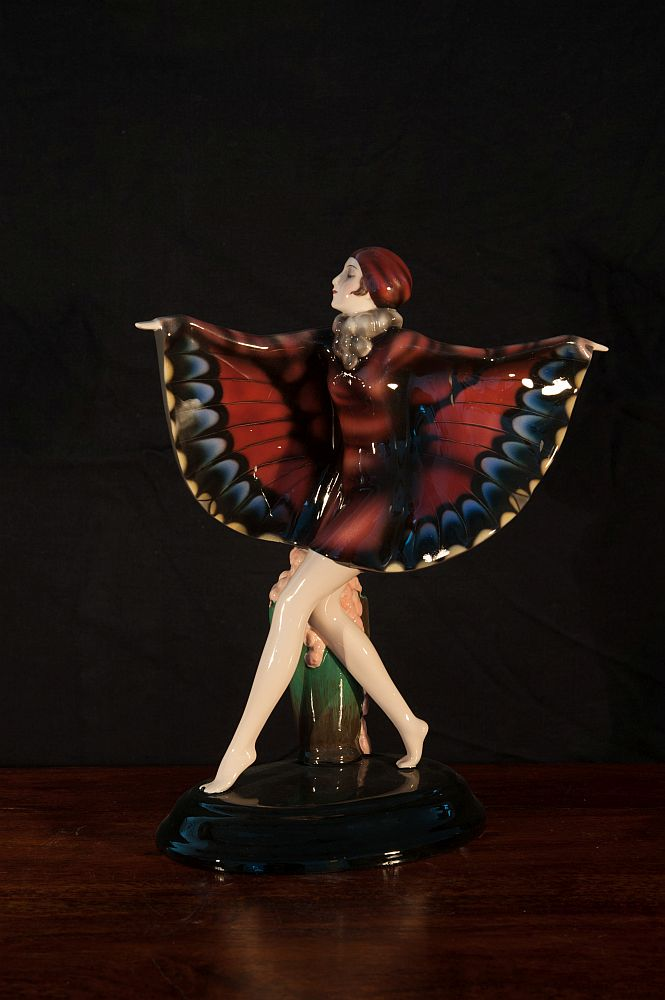
„Der Gefangene Vogel“ von Josef Lorenzl, gefertigt von der Manufaktur Friedrich Goldscheider, 1922 (eine von mehreren Fassungen)

Josef Lorenzl (* 1. September 1892 in Wien; † 15. August 1950 ebenda) war ein österreichischer Bildhauer und Keramiker des Art déco. Er war ein Zeitgenosse von Ferdinand Preiss (1882–1943) und Demétre Chiparus (1886–1947).

## Leben
Über Lorenzls frühe Jahre ist wenig bekannt.
Er begann seine berufliche Laufbahn als Bildgießer im Wiener Arsenal. Bekanntheit erlangte er mit seinen chryselephantinen Skulpturen aus Bronze und Elfenbein, für die er stark weibliche Formen bevorzugte. Seine Statuetten zeigen oft grazile Tänzerinnen mit langen Beinen und geschlossenen Augen, die er mit „Enzl“ oder „Lor“ signierte. Gelegentlich erscheint der Name „Crejo“ auf seinen Stücken. Der Maler Crejo war mit Lorenzl befreundet und bemalte einige seiner Arbeiten. Lorenzl formgestaltete auch Keramiken für Friedrich Goldscheider in einem Studio auf dessen Firmengelände. Er arbeitete ebenso für die Porzellanmanufakturen Hertwig & Co. und Keramos.
Lorenzls Arbeiten erfreuten sich großer Beliebtheit und wurden auch exportiert; er war einer der gefragtesten Künstler des Art déco. Zu seinen bekanntesten Arbeiten zählt die Skulptur Gefangener Vogel der Tänzerin Niddy Impekoven aus den 1920er Jahren.
Nach Lorenzls Tod zerstörte seine Frau Anna (Njura) Lorenzl eine große Anzahl seiner Figuren.

## Werke (Auszug)
- Denkmalentwurf für ein Kriegerdenkmal, nach 1918, Lindenholz beschnitzt, Fichtenholz schwarz lackiert, 45 × 31,5 × 55 cm, Heeresgeschichtliches Museum, Wien